# Estación de Scotscalder
La estación de Scotscalder (en inglés: Scotscalder railway station)  es una estación de ferrocarril al servicio de los pueblos de Scotscalder, Olrigmore, Calder, Westerdale y las zonas periféricas. Se ubica en el condado de Highland, en el norte de Escocia, Reino Unido.

## Servicio
La estación está situada en la Far North Line (Línea del extremo norte), en el antiguo condado de Caithness.
Esta estación es designada como una "parada solicitada". Esto significa que los pasajeros con la intención de bajarse deben informar a la guardia con antelación, y los pasajeros que deseen subir a bordo deben asegurarse de que están a la vista del conductor del tren, llegando a utilizar una señal con la mano si es necesario.
Debido a su lejanía, servicios limitados y largos tiempos de viaje, la estación de Scotscalder tiene un bajo patrocinio. A partir de 2009-10, es la 12° estación menos utilizada en el Reino Unido y la 2° estación de la Far North Line, después de la vecina estación de Altnabreac.